# Rasmus Seebach (album)
Rasmus Seebach er debutalbummet fra den danske sanger og sangskriver Rasmus Seebach, der udkom den 28. september 2009 på ArtPeople. Albummet lå i top 40 på den danske albumhitliste i 175 uger i træk, heraf 25 uger som nummer ét, hvilket overgår Kim Larsens rekord fra 1983, hvor albummet Midt om natten tilbragte 23 uger på toppen af hitlisten. Rekorden blev i september 2017 slået af Ed Sheerans ÷ som tilbragte 26 uger som nummer ét.
Rasmus Seebach blev i oktober 2020 certificeret 13 gange platin af IFPI for 260.000 eksemplarer. Dette gør albummet til det bedst sælgende album siden Aqua og Brødrene Olsen i 2000. Albummet var det næstbedst sælgende album i Danmark i 2009, kun overgået af Michael Jacksons posthume opsamlingsalbum The Collection, samt det bedst sælgende album i 2010. I 2011 var albummet det syvende bedst sælgende album.
Albummet har affødt hitsinglerne "Engel", "Glad igen", "Lidt i fem" og "Natteravn". De tre førstenævnte har ligget i top fem på hitlisten, mens alle fire singler har solgt til platin. "Engel" var desuden den fjerde bedst-sælgende single i Danmark i 2009.
Rasmus Seebach blev 7. juli 2010 udgivet af Universal Music i Sverige. Albummet lå på den svenske albumhitliste i 31 uger, og modtog i september 2011 guld for 20.000 solgte eksemplarer. I Norge blev albummet udgivet 2. december 2011 på pladeselskabet Cosmos, i en udgave bestående af 10 sange fra albummet, og tre sange fra efterfølgeren Mer' end kærlighed. Singlen "Natteravn" blev et hit i de to lande, hvor sangen har ligget i top fem på hitlisterne, samt modtaget guld for 20.000 eksemplarer i Sverige.
Før udgivelsen fortalte Seebach om albummet,
| Citat | Det bliver en utrolig ærlig plade. Jeg prøver ikke at ramme nogen bestemt genre eller stil, men jeg skriver sange fra mit liv, om ting, der betyder noget for mig. Så jeg håber, at folk synes det er interessant, og at mine sange kan vække nogle følelser i folk, som det åbenbart har været tilfældet med "Engel". | Citat |
|       | |       |

## Baggrund
Albummets først single, "Engel" er skrevet af Rasmus og Nicolai Seebach. Sangen var oprindeligt på engelsk, og havde titlen "The Wedding", og handlede om en mand der bliver forladt ved alteret. I første omgang indsendte de demo-sangen til danske pladeselskaber, men fik intet svar, og forsøgte derfor den amerikanske pladeselskabsmand Clive Davis, der ligeledes ikke var interesseret i sangen. Oprindeligt var planen, at sangen skulle synges af en anden kunstner, men Seebach besluttede at synge sangen selv, da det var "den bedste sang, vi har lavet". "The Wedding" blev derfor omskrevet til en dansk tekst, og fik titlen "Engel". Singlen udkom i sommeren 2009 som Rasmus Seebachs debutsingle. Sangens danske tekst er baseret på en ekskæreste der blev set sammen på café med en anden mand, selvom hun var i sommerhus med hendes veninder.

## Modtagelse

### Anmeldelser
Rasmus Seebach blev stort set forbigået af de danske musikanmeldere, og blev kun anmeldt af Danmarks Radio og musikmagasinet Gaffa. Førstenævntes anmelder, Ole Jakobsen gav albummet tre ud af seks stjerner. Han omtalte lyrikken som "hverdagstekster", og skrev: "De dagbogs-agtige skriblerier fungerer undervejs rigtigt godt. Alene fordi Seebach både er en forbandet god sanger og en snedig rad, når det kommer til opbygning af den gode og enkle melodi." Han kaldte sangene "Engel", "Glad igen" og "Den jeg er" for "fremragende popsange", mens "Under samme sol" blev sammenlignet med Thomas Helmigs "Det er mig der står herude og banker på".
Signe Bønsvig Wehding fra Gaffa gav albummet to ud af seks stjerner, og skrev: "Efter at have forsøgt sig som rapper i G Bach er Rasmus Seebach klar med sit debutalbum som solist. Der er stadig reminiscenser af hiphop – arven fra Rockers by Choice og frem til Nik & Jay fornægter sig ikke. Men oveni det er der tommetykke referencer til folk som Helmig og Christian. Og de lidt for tydelige referencer i musikken gør, at man også lægger for meget mærke til dem i teksterne."

### Indflydelse
Thomas Søie Hansen fra Berlingske Tidende skrev i 2011 at singlen "Engel" repræsenterer "arnestedet for en helt ny æra i dansk popmusik". Hansen mener albummet har banet vejen for dansksproget popmusik, der er karakteriseret ved "den helt enkle, snart sagt banale popmusik om kærlighed og byture, der i sin lyrik oftest er tale- eller SMS-sprog".
Ifølge Henrik Smith-Sivertsen, som er forsker i populærmusik på Det Kongelige Bibliotek, er debutalbummet blevet en kommerciel succes fordi Rasmus Seebach rammer bredt: "Ude i min kolonihave sidder der rigtig mange over 60, der også har købt pladen. De er vilde med referencerne tilbage til dansktoppen og firserpoppen, som der er i hans lyd og ikke mindst tekster. Han er vore dages Thomas Helmig." I forlængelse af dette mener Christian Møller fra Universal Music at den type popmusik Seebach laver rammer hele familien: "Teenagedøtrene hører det på deres værelse, og mødrene hører det i bilen på vej til arbejde, og til koncerterne er det hele familier, der tager af sted sammen. Ligesom man så det dengang med Kim Larsen." Christian Møller mener desuden, "at Rasmus Seebachs debutplade vil gå over i historien ligesom ’Midt om natten’".

## Spor
| #   | Titel                                                   | Sangskriver(e)                                           | Producer(e)                  | Længde |
| --- | ------------------------------------------------------- | -------------------------------------------------------- | ---------------------------- | ------ |
| 1.  | "Glad igen"                                             | Rasmus Seebach, Nicolai Seebach, Jinks                   | Seebach & Seebach            | 3:39   |
| 2.  | "Den anden side"                                        | R. Seebach, N. Seebach, Jinks                            | Seebach & Seebach            | 3:28   |
| 3.  | "Engel"                                                 | R. Seebach, N. Seebach                                   | Seebach & Seebach            | 4:11   |
| 4.  | "Lidt i fem"                                            | R. Seebach, N. Seebach                                   | Seebach & Seebach            | 3:43   |
| 5.  | "Natten falder på"                                      | R. Seebach, N. Seebach, Jinks                            | Seebach & Seebach            | 4:06   |
| 6.  | "En skygge af dig selv"                                 | R. Seebach, N. Seebach, Jinks                            | Seebach & Seebach            | 3:40   |
| 7.  | "Under samme sol"                                       | R. Seebach, N. Seebach, Vincent Pontare, Sophia Somajo   | Seebach & Seebach, Grizzly   | 3:11   |
| 8.  | "Sig jeg skal"                                          | R. Seebach, N. Seebach, Jinks, Wayne Hector              | Seebach & Seebach            | 4:15   |
| 9.  | "Til dig"                                               | R. Seebach, N. Seebach, Jinks                            | Seebach & Seebach            | 3:22   |
| 10. | "Gi' slip"                                              | R. Seebach, N. Seebach                                   | Seebach & Seebach            | 3:27   |
| 11. | "Den jeg er"                                            | R. Seebach                                               | Seebach & Seebach            | 4:41   |
| 12. | "Natteravn" (Rasmus Seebach vs. Providers) (bonus spor) | R. Seebach, N. Seebach, Jeppe Federspiel, Rasmus Stabell | Seebach & Seebach, Providers | 3:59   |

| 1.  | "Natteravn" (Rasmus Seebach vs. Providers) | Rasmus Seebach, Nicolai Seebach, Jeppe Federspiel, Rasmus Stabell | 3:59 |
| 2.  | "Glad igen"                                | R. Seebach, N. Seebach, Jinks                                     | 3:39 |
| 3.  | "Den anden side"                           | R. Seebach, N. Seebach, Jinks                                     | 3:28 |
| 4.  | "Engel"                                    | R. Seebach, N. Seebach                                            | 4:11 |
| 5.  | "Lidt i fem"                               | R. Seebach, N. Seebach                                            | 3:43 |
| 6.  | "Natten falder på"                         | R. Seebach, N. Seebach, Jinks                                     | 4:06 |
| 7.  | "En skygge af dig selv"                    | R. Seebach, N. Seebach, Jinks                                     | 3:40 |
| 8.  | "Under samme sol"                          | R. Seebach, N. Seebach, Vincent Pontare, Sophia Somajo            | 3:11 |
| 9.  | "Sig jeg skal"                             | R. Seebach, N. Seebach, Jinks, Wayne Hector                       | 4:15 |
| 10. | "Til dig"                                  | R. Seebach, N. Seebach, Jinks                                     | 3:22 |
| 11. | "Gi' slip"                                 | R. Seebach, N. Seebach                                            | 3:27 |
| 12. | "Den jeg er"                               | R. Seebach                                                        | 4:41 |

| 1.  | "Natteravn" (featuring Providers) | Rasmus Seebach, Nicolai Seebach, Jeppe Federspiel, Rasmus Stabell      | 3:59 |
| 2.  | "Glad igen"                       | R. Seebach, N. Seebach, Jinks                                          | 3:39 |
| 3.  | "I mine øjne"                     | R. Seebach, N. Seebach, Ankerstjerne, Niels Brinck                     | 4:13 |
| 4.  | "Den anden side"                  | R. Seebach, N. Seebach, Jinks                                          | 3:28 |
| 5.  | "Engel"                           | R. Seebach, N. Seebach                                                 | 4:11 |
| 6.  | "Lidt i fem"                      | R. Seebach, N. Seebach                                                 | 3:43 |
| 7.  | "Natten falder på"                | R. Seebach, N. Seebach, Jinks                                          | 4:06 |
| 8.  | "En skygge af dig selv"           | R. Seebach, N. Seebach, Jinks                                          | 3:40 |
| 9.  | "Vi lever" (featuring Cold 59)    | R. Seebach, N. Seebach, Ankerstjerne, Jahn Gran                        | 4:29 |
| 10. | "Under samme sol"                 | R. Seebach, N. Seebach, Vincent Pontare, Sophia Somajo                 | 3:11 |
| 11. | "Gi' slip"                        | R. Seebach, N. Seebach                                                 | 3:27 |
| 12. | "Den jeg er"                      | R. Seebach                                                             | 4:41 |
| 13. | "Sirenerne"                       | R. Seebach, N. Seebach, Ankerstjerne, Rasmus Stabell, Jeppe Federspiel | 4:24 |

## Medvirkende
| - Rasmus Seebach – sangskriver, alle vokaler, piano, keyboards, alle øvrige instrumenter, producer - Nicolai Seebach – sangskriver, alle øvrige instrumenter, producer - Jinks – sangskriver - Vincent Pontare – sangskriver - Sophia Somajo – sangskriver - Wayne Hector – sangskriver - Grizzly – producer - Providers – sangskriver, producer - Mads Nilsson – mixer | - Peter Mark – mixer - Anders Schumann – mixer - Hannibal Gustafsson – guitar - Daniel Davidsen – guitar - Oliver McEwan – bas - Martin Jakobsen – kor - Peter Düring – live trommer - Henrik S. Poulsen – bas |

## Hitlister og certificeringer
| Hitliste (2009–10) | Højeste placering | Certificering |
| ------------------ | ----------------- | ------------- |
| Danmark            | 1                 | - 13× Platin  |
| Sverige            | 10                | - Guld        |

| Hitliste (2009) | Placering |
| --------------- | --------- |
| Danmark         | 2         |
| Hitliste (2010) | Placering |
| Danmark         | 1         |
| Hitliste (2011) | Placering |
| Danmark         | 7         |
| Hitliste (2012) | Placering |
| Danmark         | 17        |
| Hitliste (2013) | Placering |
| Danmark         | 47        |
| Hitliste (2014) | Placering |
| Danmark         | 53        |
| Hitliste (2015) | Placering |
| Danmark         | 60        |
| Hitliste (2016) | Placering |
| Danmark         | 64        |
| Hitliste (2017) | Placering |
| Danmark         | 64        |
| Hitliste (2018) | Placering |
| Danmark         | 75        |
| Hitliste (2019) | Placering |
| Danmark         | 80        |
| Hitliste (2020) | Placering |
| Danmark         | 91        |
| Hitliste (2021) | Placering |
| Danmark         | 78        |
| Hitliste (2022) | Placering |
| Danmark         | 65        |
| Hitliste (2023) | Placering |
| Danmark         | 84        |
| Hitliste (2024) | Placering |
| Danmark         | 70        |

| År                                                               | Single       | Højeste placering | Højeste placering | Højeste placering | Certificering                                    |
| År                                                               | Single       | DAN               | NOR               | SVE               | Certificering                                    |
| ---------------------------------------------------------------- | ------------ | ----------------- | ----------------- | ----------------- | ------------------------------------------------ |
| 2009                                                             | "Engel"      | 1                 | —                 | 12                | - DAN: Platin (download) - DAN: Guld (streaming) |
| 2009                                                             | "Glad igen"  | 2                 | —                 | —                 | - DAN: Platin (download) - DAN: Guld (streaming) |
| 2010                                                             | "Lidt i fem" | 3                 | —                 | —                 | - DAN: 2× Platin (download)                      |
| 2010                                                             | "Natteravn"  | 14                | 5                 | 4                 | - DAN: Platin (download) - SVE: Guld (download)  |
| "—" markerer en udgivelse der ikke opnåede en hitlisteplacering. |              |                   |                   |                   |                                                  |

## Udgivelseshistorik
| Land    | Dato               | Pladeselskab    | Katalog nr.    |
| ------- | ------------------ | --------------- | -------------- |
| Danmark | 28. september 2009 | ArtPeople       | APCD 60230     |
| Sverige | 7. juli 2010       | Universal Music | 00602527445144 |
| Norge   | 2. december 2011   | Cosmos          | 334 35873      |